# Trypauchen vagina
Trypauchen vagina é uma espécie de peixe da família Gobiidae e da ordem Perciformes.

## Morfologia
Os machos podem atingir 22 cm de comprimento total.

## Predadores
Na Índia sofre predação por Johnius dussumieri e Otolithes cuvieri.

## Habitat
É um peixe de clima tropical e demersal.

## Distribuição geográfica
Pode ser encontrado em muitas regiões indo-pacíficas, incluindo o Mar da China e o arquipélago Indo-Australiano. É encontrado nos países: Bangladesh, Camboja, China (incluindo Hong Kong), Índia, Indonésia, Kuwait, Malásia, Birmânia, Omã, nas Filipinas, Singapura, África do Sul, Taiwan, Tailândia e Vietname.

## Uso comercial
Por vezes é comercializado fresco.

## Observações
É inofensivo para os humanos.